# Exécution de Jeanne d'Arc
Exécution de Jeanne d'Arc è un cortometraggio del 1898 diretto da Georges Hatot.

## Trama
Il cortometraggio è un omaggio all'eroina francese Giovanna d'Arco, in particolare nei suoi ultimi attimi di vita, quando viene portata davanti al vescovo Pierre Cauchon e successivamente installata al rogo che la avrebbe condannata a morte. 